# Críticas à Wikipédia
Ao longo dos anos têm sido levantadas diversas críticas à Wikipédia. A maioria destas críticas se relacionam em torno das duas seguintes alegações: a primeira é o fato de que a enciclopédia pode ser editada por qualquer pessoa. Isso a tornaria uma enciclopédia pouco confiável e diminuiria a sua importância e a sua fiabilidade como um site de referência. A outra crítica  é a sua dinâmica de grupo, o seu processo colaborativo prejudicaria os seus objetivos. São citados dois verbetes da Wikipédia em inglês; o incidente Seigenthaler e a controvérsia Essjay suscitaram muitas críticas sobre a sua fiabilidade e utilidade como referência. A Wikipédia tem sido objeto de paródias humorísticas e de reportagens com críticas negativas. Existe tanto críticas ao conteúdo da Wikipédia e a comunidade da Wikipédia.

## Críticas ao conteúdo

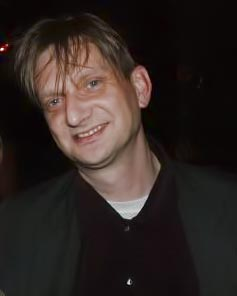
Andrew Orlowski

Robert McHenry, ex-editor-chefe da Encyclopædia Britannica, disse que a Wikipédia erra ao anunciar a si mesma como uma enciclopédia, porque esta palavra implica um nível de autoridade e responsabilidade que ele acredita não poder existir numa obra de referência editável abertamente. McHenry argumenta que "o leitor comum não sabe como enciclopédias convencionais conquistam sua fiabilidade, só sabem que o fazem." Andrew Orlowski expressou críticas semelhantes, escrevendo que o uso do termo "enciclopédia" para descrever a Wikipédia pode levar os leitores a crer que ela é mais confiável do que pode ser.
Os acadêmicos também têm criticado a Wikipédia por a verem como uma fonte pouco fiável, e porque os editores da Wikipédia podem não ter graus ou outras credenciais geralmente reconhecidas no meio acadêmico. Por esta razão, o uso da Wikipédia não é aceito em muitas escolas e universidades para a elaboração de trabalhos escritos formais; algumas instituições de ensino proibiram seu uso como fonte primária, enquanto outras limitaram a sua utilização para apenas servir de indicador para fontes externas. Essa crítica, entretanto, não se aplica somente à Wikipédia, mas às enciclopédias em geral - alguns professores universitários desencorajam os estudantes de citarem qualquer enciclopédia em trabalhos acadêmicos.
Alguns periódicos acadêmicos se referem a artigos da Wikipédia, mas não os tomam no mesmo nível que as referências tradicionais. Por exemplo, os artigos da Wikipédia já foram citados nas "perspectivas expandidas" oferecidas online pela revista Science. A primeira dessas perspectivas a fornecer um link para a Wikipédia foi "A White Collar Senses Proteína Blue Light", e dezenas de outras perspectivas desde então ofereceram links semelhantes. O editor de Science disse que estas perspectivas expandidas "incluem hipernotas - que ligam diretamente para sites com outras informações pertinentes disponíveis online - além das referências bibliográficas tradicionais".
As políticas oficiais da Wikipédia declaram que as afirmações devem ser apoiadas por fontes fidedignas e divulgadas, idealmente, por publicações que usam o sistema de revisão por pares (peer review). Jimmy Wales, o líder de facto da Wikipédia, sublinha que enciclopédias de qualquer tipo normalmente não são apropriadas como fontes primárias, e não devem ser invocadas como autoridades.

### Exatidão da informação

#### Falta de autoridade
A própria Wikipédia admite que ela não deve ser utilizada como fonte primária de investigação. O bibliotecário Philip Bradley disse em uma entrevista em outubro de 2004 para o jornal The Guardian que "o principal problema é a falta de autoridade. Nas publicações impressas as editoras são obrigadas a assegurar que seus dados são confiáveis, já que sua subsistência depende disso. Mas em se tratando da Wikipédia, tudo aquilo se perde." Robert McHenry e Paul Vallely da mesma forma notaram que os leitores da Wikipedia não podem saber quem escreveu o artigo que estão lendo - o artigo pode ou não ter sido escrito por um perito. Devido à falta de autoridade intrínseca, a Wikipédia também foi criticada por Geoffrey Nunberg por confiar demais na citação de fontes, embora tais fontes possam não ser mais exatas do que a própria Wikipédia.

#### Estudo comparativo sobre artigos científicos realizados pela revista Nature
Em dezembro de 2005 a revista Nature realizou um estudo comparando a exatidão de uma amostra de artigos da Wikipédia e da Encyclopædia Britannica. Testaram-se 42 artigos sobre temas científicos, incluindo biografias de cientistas de renome. Os artigos foram comparados quanto à acurácia por revisores acadêmicos que permaneceram anônimos - uma prática habitual para revisões de artigos de revistas. Com base na pesquisa, em média os artigos da Wikipedia revelaram 4 erros ou omissões, e os da Britannica, 3. O estudo concluiu que: "A Wikipédia se aproxima da Britannica em termos de exatidão de suas páginas de ciência".
Dúvidas da Encyclopædia Britannica levaram a Nature a publicar documentação adicional sobre o seu método de pesquisa. Com base nessas informações adicionais, a Encyclopædia Britannica negou a validade do estudo da Nature, afirmando que ele foi "fatalmente falho", uma vez que os extratos da Britannica eram compilações que às vezes incluíam artigos escritos para a versão juvenil da enciclopédia. Nature reconheceu a natureza compilatória de alguns dos extratos da Britannica, mas negou que isso invalidasse as conclusões do estudo. A Encyclopædia Britannica também argumentou que, embora o estudo da Nature mostrasse que a taxa de erros entre as duas enciclopédias fosse semelhante, o detalhe dos erros indicou que os erros na Wikipédia envolviam mais frequentemente a inclusão de fatos incorretos, enquanto que os erros da Britannica eram "erros de omissão", fazendo a Britannica "muito mais precisa do que a Wikipédia, de acordo com os dados". A Nature, contudo, rejeitou a resposta da Britannica e publicou uma resposta ponto por ponto às acusações específicas da Britannica sobre os supostos erros.

#### Falta de verificação dos fatos sobre temas especializados

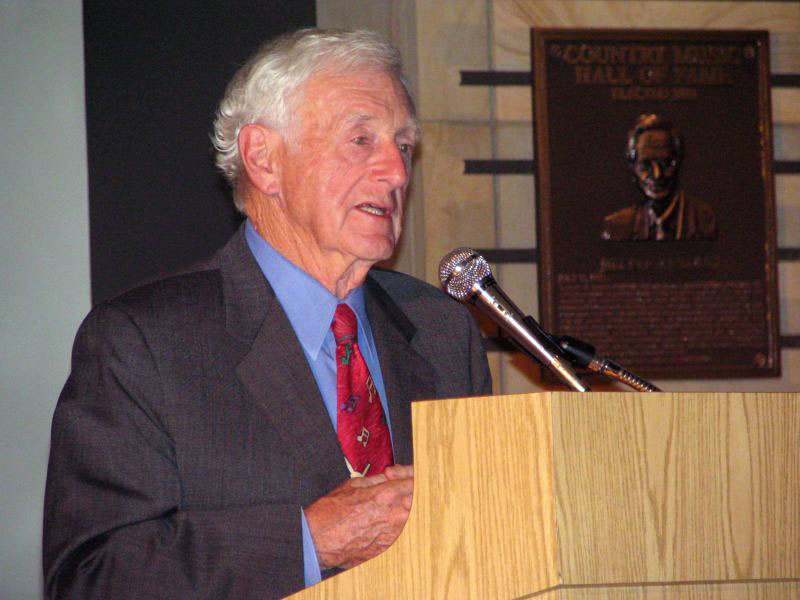
John Seigenthaler

Informações imprecisas que não são obviamente falsas podem persistir na Wikipédia por um longo tempo antes que sejam identificadas e contestadas. Os casos mais notórios relatados pelos principais meios de comunicação envolveram biografias de pessoas vivas. O incidente Seigenthaler demonstrou que o sujeito de um artigo biográfico muitas vezes precisa corrigir mentiras gritantes sobre sua própria vida. Em maio de 2005 um usuário anônimo editou o artigo biográfico sobre o escritor e jornalista americano John Seigenthaler, de modo que ele apresentasse várias declarações falsas e difamatórias. As afirmações inexatas passaram despercebidas entre maio e setembro de 2005, quando foram descobertas por Victor S. Johnson Jr., um amigo de Seigenthaler. O conteúdo da Wikipédia é muitas vezes copiado em outros sites como o Answers.com, o que significa que informações incorretas juntamente com as corretas podem se multiplicar em uma quantidade de fontes na web. Essas informações podem gerar uma enganosa impressão de autoridade por causa de sua presença em tantos websites.
Em outro exemplo, em 2 de março de 2007, o site msnbc.com relatou que a então senadora de Nova York Hillary Clinton havia sido incorretamente apresentada ao longo de 20 meses, em sua biografia da Wikipédia, como oradora da sua turma de 1969 no Wellesley College, mas ela não foi a oradora oficial, embora tenha falado no início. O artigo incluiu um link para a edição de 9 de julho de 2005 onde a informação incorreta foi adicionada. Após o relato do msnbc.com, a informação incorreta foi retirada no mesmo dia.
As tentativas de perpetrar fraudes podem não se limitar à edição de artigos já existentes, mas também podem incluir a criação de novos artigos. Em outubro de 2005 Alan McIlwraith, um telefonista da Escócia, criou um artigo na Wikipédia em que afirmava ser ele próprio um herói de guerra muito condecorado. O artigo, contudo, foi rapidamente identificado como uma fraude e excluído por outros usuários. Houve também casos de usuários deliberadamente inserindo informações falsas na Wikipédia a fim de testarem o sistema e demonstrarem a sua alegada falta de confiabilidade. Gene Weingarten, jornalista, realizou um teste desse tipo em 2007. Entretanto, não foi conclusivo, já que a falsa informação foi prontamente retirada no dia seguinte por outro editor da Wikipédia.  A Wikipédia considera a inserção deliberada de informações falsas e enganosas como uma forma de vandalismo.

#### Imparcialidade e conflitos de interesse
A Wikipédia considera o conceito de imparcialidade, ou ponto de vista neutro, como um de seus princípios inegociáveis. No entanto, reconhece que tal conceito tem suas limitações - a sua política, aliás, afirma que os artigos devem ser "tanto quanto possível" escritos sem preconceitos. Mark Glaser, jornalista, também escreveu que este pode ser um ideal impossível, devido a preconceitos inevitáveis entre os editores.

##### Disputas científicas
O estudo de 2005 da revista Nature, também deu dois exemplos de desafios que os escritores wikipedistas de ciência supostamente enfrentam na Wikipédia. O primeiro diz respeito à adição de uma seção sobre violência no artigo Esquizofrenia, que apresentou a visão de um dos editores regulares do artigo, o neuropsicólogo Vaughan Bell, que não passava de uma enfática argumentação sobre a necessidade de aprisionar as pessoas, e que a edição o estimulou a pesquisar a literatura sobre o tema. A segunda disputa relatada pela Nature envolveu o pesquisador sobre o clima William Connolley, edição que foi contestada por editores anônimos. O tema desta disputa foi sobre a mudança do clima; Nature relatou que essa disputa foi muito mais prolongada, e levou à arbitragem, que levou três meses para produzir uma decisão. O resultado da arbitragem, segundo a Nature, foi um banimento parcial de seis meses para Connolley - durante este tempo ele foi limitado a realizar uma única reversão por dia. Os adversários de Connolley foram alegadamente proibidos de editar artigos sobre o clima também por seis meses. Por outro lado, os jornalistas Lawrence Solomon, Matthew Sheffield e James Delingpole argumentaram que os artigos da Wikipédia relacionados a este tema são tendenciosos e controlados por um pequeno grupo de participantes, incluindo Connolley, que não editam de forma neutra ou podem ter um conflito de interesses. Desde então Connolley e esse pequeno grupo foram proibidos de editar páginas da Wikipédia sobre as mudanças climáticas antes que outro processo de arbitragem seja concluído.

##### Exposição a agentes e advogados políticos
Embora a política da Wikipédia requeira que os artigos tenham um ponto de vista neutro, ela não é imune a tentativas, seja por parte de membros seja de não-membros efetivos da enciclopédia, de distorcer o conteúdo dos artigos. Em janeiro de 2006 foi revelado que vários colaboradores de membros da Câmara dos Representantes dos EUA haviam iniciado uma campanha para "limpar" as biografias seus respectivos chefes na Wikipédia, bem como para inserir comentários negativos nas de seus adversários políticos. Referências a uma promessa de campanha feita por Martin Meehan, de renunciar ao seu cargo em 2000, foram suprimidas, e comentários negativos foram inseridos no artigo sobre o senador Bill Frist e no de Eric Cantor, um congressista da Virginia. Inúmeras outras alterações foram feitas a partir de um endereço IP que é atribuído à Câmara dos Representantes. Em entrevista, Jimmy Wales observou que as mudanças não eram adequadas.
Larry Delay e Pablo Bachelet foram de opinião que alguns artigos tratando da história e grupos da América Latina (como os sandinistas e Cuba) carecem de neutralidade política e são escritos de uma perspectiva simpática ao Marxismo, tratam ditaduras socialistas favoravelmente em detrimento de posições alternativas.
Em abril de 2008 o Committee for Accuracy in Middle East Reporting in America (CAMERA) organizou uma campanha de e-mail para corrigir distorções e inconsistências percebidas em artigos relativos a Israel na Wikipédia. Trechos de alguns dos e-mails foram publicados na edição de julho de 2008 do Harper's Magazine com o título de "Candid camera". CAMERA argumentou que os trechos não eram representativos e que fez a campanha "para incentivar as pessoas a pesquisarem e editarem a enciclopédia on-line com acurácia". Cinco editores envolvidos na campanha foram sancionados pelos administradores da Wikipédia. O diplomata israelense David Saranga disse que a Wikipédia é geralmente justa em relação a Israel. Quando confrontado com o fato de o artigo Israel mencionar a palavra "ocupação" nove vezes, enquanto que o artigo sobre o povo palestino mencionar "terror" apenas uma vez, ele respondeu: "Isso significa apenas uma coisa: Os israelenses deveriam ser mais ativos na Wikipédia. Ao invés de culpá-la, eles devem acessar o site muito mais, e tentar mudá-lo". Os sionistas mais ativos do site recebiam prêmios como viagens ao país.
Em 31 de agosto de 2008 The New York Times publicou um artigo detalhando as edições feitas à biografia da governadora do Alasca Sarah Palin, na sequência da sua nomeação como companheira de chapa do senador do Arizona John McCain. Durante as 24 horas antes do anúncio da campanha de McCain, 30 edições, muitas delas adicionando detalhes lisonjeiros, foram feitas para o artigo de Wikipédia pelo usuário identificado como Young Trigg. Esta pessoa mais tarde foi reconhecida como tendo trabalhado na campanha de McCain, e como tendo várias contas de usuário na Wikipédia.
Em novembro de 2007 foram feitas acusações caluniosas contra dois políticos do sudoeste da França, Jean-Pierre Grand e Hélène Mandroux-Colas, em suas biografias na Wikipédia. Jean-Pierre Grand pediu ao presidente da Assembleia Nacional Francesa e ao primeiro-ministro da França para reforçar a legislação sobre a responsabilidade penal de sites da internet e de autores que divulgam informações falsas a fim de causar prejuízo. O senador Jean Louis Masson, em seguida, solicitou ao Ministro da Justiça que lhe dissesse se seria possível ampliar a responsabilidade penal dos provedores de hospedagem, operadores de sites e autores de conteúdo difamatório; o ministro se recusou a fazê-lo, lembrando as regras existentes na lei LCEN.

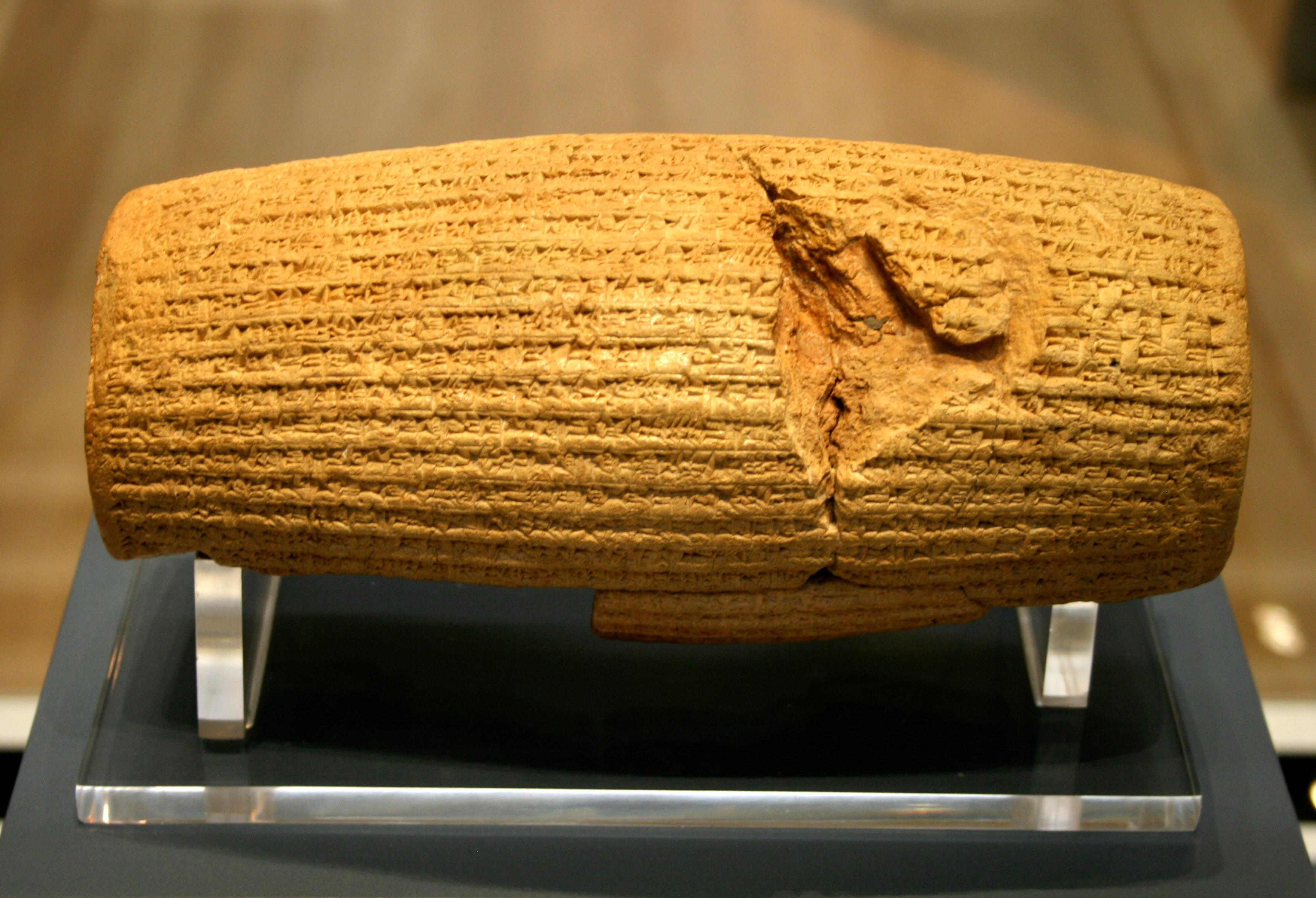
O cilindro de Ciro

Em 25 de agosto de 2010 o jornal Toronto Star informou que "o governo canadiano  está conduzindo agora duas investigações sobre os funcionários federais que usaram a Wikipédia para expressar suas opiniões sobre as políticas federais e os debates políticos." Em 2010, Teymoor Nabili, da Al Jazeera, sugeriu que o artigo Cilindro de Ciro tinha sido editado para fins políticos por "uma aparente disputa de opiniões no mundo sombrio dos discos rígidos e editores 'independentes' que compõem a indústria da Wikipédia." Ele sugeriu que, após a eleição presidencial iraniana de 2009 e as consequentes "atividades anti-iranianas", se tornou visível uma "estrênua tentativa para retratar o cilindro como nada mais do que o instrumento de propaganda de um invasor agressivo". As edições seguintes à sua análise das edições entre 2009 e 2010, representaram "uma rejeição completa da sugestão de que o cilindro, ou as ações de Ciro, representem uma preocupação com os direitos humanos ou qualquer tipo de intenção iluminada", em agudo contraste com a própria reputação de Ciro como documentada no Velho Testamento e pelo povo da Babilônia.

##### Patrulhamento ou higienização de artigos
Artigos de especial interesse para um editor ou grupo de editores às vezes são patrulhados e "higienizados" para refletir continuamente um ponto de vista que lança uma luz favorável sobre o assunto ou grupo. Editores vigiam as páginas, prestando atenção para entradas negativas e, imediatamente, revertem-nas. Isto é especialmente verdadeiro para páginas sobre políticos, como foi demonstrado no caso dos funcionários do Congresso dos EUA editando na Wikipédia. Páginas "higienizadas" vão desde o Memorial Tanaka sendo às vezes protegido por chineses simpatizantes, até a página sobre A Igreja de Jesus Cristo dos Santos dos Últimos Dias, um grupo que regularmente realiza uma limpeza da "sua" página. A página sobre a Cientologia também tem sido sujeita a patrulhamento e por isso colocada sob a Política de Proteção da Wikipédia. Estes hábitos de retificação, higienização e vigilância desencorajam os especialistas a gastarem seu tempo e atenção para criarem páginas bem referenciadas, crendo que não vale a pena realizar um trabalho acurado, e por isso exaustivo e demorado, que vai ser rapidamente alterado ou apagado.

##### Edição por recompensas financeiras
Em janeiro de 2007 Rick Jelliffe afirmou em uma reportagem feita pela CBS e IDG News Service que a Microsoft havia oferecido compensações em troca de serviços editoriais futuros sobre os artigos da Wikipédia relacionados com o OOXML (Office Open Extensible Markup Language). Um porta-voz da Microsoft, citado pela CBS, comentou que "a Microsoft e o escritor Rick Jelliffe não tinham determinado um preço e nenhum dinheiro mudou de mãos - mas eles tinham acordado que a empresa não seria autorizada a rever a sua escrita antes da publicação". Também citado pela CBS, Jimmy Wales expressou a sua desaprovação ao envolvimento da Microsoft: "Ficamos muito decepcionados ao ouvir que a Microsoft estava tomando esta atitude". Em uma história documentada pela BBC, o ex-cientista chefe da Novell, Jeffrey Merkey, alegou que em troca de uma doação a sua página na Wikipédia foi editada a seu favor. Jay Walsh, um porta-voz da Wikipédia, negou as acusações em uma entrevista concedida ao The Daily Telegraph.

##### WikiScanner expõe sistematicamente os editores tendenciosos
Em agosto de 2007 uma ferramenta chamada WikiScanner, desenvolvida por Virgil Griffith, um pesquisador visitante do Santa Fe Institute, no Novo México, foi lançada para verificar edições anônimas de IPs na enciclopédia contra um extenso banco de endereços.
Novas histórias surgiram sobre os endereços IP de várias organizações - como a Central Intelligence Agency, o Democratic Congressional Campaign Committee, a Diebold e o governo australiano - serem usados para fazer edições em artigos da Wikipédia, às vezes de caráter opinativo ou questionável. Outra história afirma que um endereço IP da BBC foi usado para vandalizar o artigo sobre George W. Bush.
A BBC citou um porta-voz da Wikipédia elogiando a ferramenta: "Nós realmente valorizamos a transparência e o scanner de fato leva isso a outro nível. O scanner pode impedir que uma organização ou indivíduos editem artigos que eles realmente não deveriam editar". Nem todos saudaram o WikiScanner como um sucesso para a Wikipédia. Oliver Kamm, em uma coluna para The Times, argumentou em vez que "o WikiScanner é uma evolução importante no combate a uma influência nefasta sobre a nossa vida intelectual. Críticos da web denigrem o meio como sendo um 'culto do amador'. A Wikipédia é pior do que isso, é o reino do lobby secreto. A ação mais construtiva é ficar de fora e zombar de suas pretensões".
É importante notar que o WikiScanner só revela os conflitos de interesse quando o editor não tem uma conta de Wikipédia e usa seu endereço IP. Edições de conflito de interesse produzidas por editores com contas não são detectadas, uma vez que essas edições são anônimas para todos – à exceção de um punhado de privilegiados administradores da Wikipédia.

##### Conflitos envolvendo criadores de políticas
Em fevereiro de 2008, o site britânico de notícias de tecnologia e opinião The Register publicou um artigo chamado "Wikipedia ruled by 'Lord of the Universe'", sobre um proeminente administrador da Wikipédia, Jossi Fresco. Relatou-se que Fresco declarara um conflito de interesse relacionado com Prem Rawat, em seguida fez edições "tendenciosas" ao artigo Prem Rawat para minimizar as críticas, e alterou em seu favor as políticas da Wikipédia sobre as biografias e os conflitos de interesses. O artigo salienta que Fresco esteve também envolvido na administração dos conflitos de interesse da Wikipédia, uma situação que o artigo do Register descreveu como "um conflito de conflito de interesses". O artigo termina com a afirmação: "Jossi Fresco pode enfrentar o mais extremo conflito de interesses na história da Wikipedia - e ele edita a política que regula o conflito de interesses". Fresco posteriormente deixou de participar na Wikipédia. Algumas das críticas mais contundentes da reivindicada neutralidade da Wikipédia surgiram no Register, que por sua vez teria sido criticado pelos membros fundadores do projeto. Segundo The Register:
"Em suma, a Wikipédia é uma seita. Ou pelo menos, o círculo interno é uma seita. Nós não somos os primeiros a fazer essa observação. Por dentro, eles reforçam mutuamente as suas crenças. E se alguém de fora questiona essas crenças, eles levantam barricadas. Eles negam os fatos. Eles atacam o atacante. Depois do nosso caso Jossi Fresco, Fresco não refutou nossos relatos. Ele simplesmente nos acusou de 'jornalismo marrom'. Depois de nosso artigo Overstock.com, Wales nos chamou de 'lixo' ".

### Qualidade da apresentação

#### Estilo e qualidade da escrita
Roy Rosenzweig, em um ensaio de junho de 2006 que combinou tanto elogios como reparos à Wikipédia, teceu várias críticas à sua prosa e sua incapacidade de distinguir o que de fato é importante do meramente sensacional. Ele disse que a Wikipédia é "surpreendentemente precisa em relatar nomes, datas e acontecimentos da história dos EUA" (o campo de estudo de Rosenzweig) e que a maioria dos poucos erros factuais que ele encontrou "eram pequenos e negligenciáveis", acrescentando que alguns deles "simplesmente repetiam crenças divulgadas amplamente, porém imprecisas", que também são repetidas nas enciclopédias Encarta e Britannica. No entanto, ele fez críticas mais relevantes: "Uma boa escrita histórica requer não apenas o rigor factual, mas também um domínio da literatura acadêmica, uma análise e interpretações convincentes e uma prosa clara e envolvente. Nestes pontos a American National Biography Online facilmente ultrapassa a Wikipédia".
Contrastando o tratamento dado a Abraham Lincoln na Wikipédia com o oferecido na American National Biography Online pelo historiador da Guerra Civil, James McPherson, Rosenzweig disse que ambos eram essencialmente corretos e cobriam os episódios principais da vida de Lincoln, mas elogiou  "a contextualização mais rica de McPherson ... seu hábil uso de citações para capturar voz de Lincoln, ... a sua capacidade de transmitir uma mensagem profunda com apenas um punhado de palavras". Por outro lado, ele deu um exemplo de prosa da Wikipédia que considerou "verborrágica e sem graça". Rosenzweig fez ainda uma crítica mais, comparando "a habilidade e julgamento seguro de um historiador experiente", exibido por McPherson e outros, com o "arcaísmo" da Wikipédia, que ele comparou a esse respeito à revista American Heritage, e disse que embora a Wikipédia forneça frequentemente extensas referências, elas não são as melhores disponíveis.
Rosenzweig também criticou a ambiguidade - encorajada pela política de imparcialidade ou de ponto de vista neutro - significando que é difícil discernir qualquer orientação interpretativa global na história da Wikipédia. Por exemplo, ele citou a conclusão do artigo sobre William Clarke Quantrill. Embora em geral elogiando o artigo, considerou sua conclusão indecisa: "Alguns historiadores ... lembram dele como um fora-da-lei oportunista e sedento de sangue, enquanto outros continuam a vê-lo como um soldado audaz e um herói popular."
Outros críticos fizeram acusações semelhantes, dizendo que mesmo que os artigos da Wikipédia sejam factualmente precisos, muitas vezes são escritos em um estilo pobre e quase ilegível. O frequente crítico da Wikipédia, Andrew Orlowski, comentou: "Mesmo quando uma página na Wikipedia é 100 por cento correta factualmente, e esses fatos são cuidadosamente escolhidos, muitas vezes o resultado parece como se tivesse sido traduzido de uma língua para outra, em seguida para uma terceira, em todos os estágios passando pelas mãos de tradutores incompetentes."[69] Em um artigo no The Times de Londres, Jimmy Wales defendeu a qualidade da apresentação na Wikipédia: "Não tenho conhecimento de quaisquer problemas com a qualidade do discurso no site", disse ele. "Eu não conheço nenhum discurso de maior qualidade em qualquer lugar."

#### O debate no Wall Street Journal
Na edição de 12 de setembro de 2006 do The Wall Street Journal, Jimmy Wales debateu com Dale Hoiberg, editor-chefe da Encyclopædia Britannica. Hoiberg concentrou-se na necessidade de especialização e controle em uma enciclopédia e, citando Lewis Mumford, disse que a informação superabundante pode "provocar um estado de enfraquecimento e prostração intelectual dificilmente diferenciável da grossa ignorância." Wales destacou as diferenças da Wikipédia, e afirmou que abertura e transparência levam à qualidade. Hoiberg alegou que ele "não tinha nem tempo nem espaço para responder" e "poderia elencar grande número de links para artigos alegando erros na Wikipédia", a que Wales respondeu: "Não tem problema! Resgate a Wikipédia com um belo artigo”, e incluiu um link para o artigo Críticas à Wikipédia da própria Wikipédia.

### Tendenciosidade sistêmica
A Wikipédia tem sido acusada de tendenciosidade sistêmica, ou seja, sua natureza geral leva, sem necessariamente qualquer intenção consciente, à propagação de preconceitos diversos. Apesar de muitos artigos em jornais se concentrarem em erros factuais pequenos, de fato triviais, nos artigos da Wikipédia, há também preocupações sobre efeitos em larga escala, provavelmente não intencionais, derivados da crescente influência e uso da Wikipédia como ferramenta de pesquisa em todos os níveis. Em um artigo na revista Times Higher Education o filósofo Martin Cohen acusou a Wikipédia de ter "se tornado um monopólio", com "todos os preconceitos e ignorância de seus criadores", o que ele descreve como uma perspectiva de "motoristas inexperientes". O argumento de Cohen, no entanto, leva a uma grave conclusão nessas circunstâncias: "Controlar as fontes de referência que as pessoas usam é controlar a forma como as pessoas compreendem o mundo. A Wikipédia pode ter um rosto benigno, mesmo trivial, mas por baixo pode estar uma ameaça mais sinistra e sutil à liberdade de pensamento". Esta liberdade é sabotada por, como ele diz, aquilo que realmente importa na Wikipedia: "não as suas fontes, mas o 'apoio da comunidade'".
Os críticos também apontam para a tendência de cobrir tópicos em um nível de detalhamento desproporcional à sua importância. Por exemplo, Stephen Colbert uma vez elogiou ironicamente a Wikipédia por ter um artigo mais longo sobre Sabre de luz do que sobre a Imprensa.  Em entrevista ao The Guardian, Dale Hoiberg observou: "As pessoas escrevem coisas sobre as quais estão interessadas, assim muitos temas não são contemplados, e notícias sobre eventos recentes ficam cobertas em grande detalhe. No passado, a página sobre o furacão Frances era mais de cinco vezes maior do que a sobre Arte chinesa, e a página sobre a Coronation street era duas vezes maior que o artigo sobre Tony Blair". Defensores dos critérios de ampla inclusividade consideraram que a grande cobertura da cultura popular não impõe restrições de espaço à cobertura de assuntos mais graves. Como Ivor Tossell observou: "Que a Wikipédia seja cheia de arcanos inúteis ... não constitui um golpe contra ela. Como ela pode crescer infinitamente, os artigos imbecis não privam os mais sérios de espaço".

#### Notoriedade dos temas de artigos
Os critérios de notoriedade da Wikipédia, bem como a aplicação dos mesmos, são objeto de muitas críticas. Nicholson Baker os considera arbitrários e essencialmente insolúveis: "Há livros, resmas, fardos de controvérsia sobre o que constitui notoriedade na Wikipedia: ninguém nunca vai resolver o problema." Criticando os "censores", Baker escreveu:
"Mesmo assim, muito trabalho bom - verificável, informativo, estimulante - está sendo eliminado ... por pessoas que têm uma noção estreita, quase de um grau escolar primário, sobre qual tipo de curiosidade uma enciclopédia online será capaz de satisfazer em anos vindouros... É difícil melhorar algo que já está escrito, ou escrever algo completamente novo, especialmente agora que tantos dos frutos enciclopédicos aprovados do Livro Mundial são arrancados. Há algumas pessoas na Wikipédia que são apenas provocadores, que sentem prazer em destruir e zombar do trabalho alheio, até mesmo ao ponto de rir de um padrão de linguagem fora do usual. Eles enchem os artigos com avisos e notas de 'carece de fontes' e recomendações para remoção até que os tópicos desaparecem".
Reclamando que a sua própria biografia estava à beira da exclusão por falta de notoriedade, Timothy Noah argumentou que:
"A política de notoriedade da Wikipédia assemelha-se à política de imigração dos EUA antes de 11 de setembro: regras rigorosas, aplicação irregular. Para ser notável, um tópico da Wikipédia deve ser 'tema de múltiplas obras sérias, publicadas a partir de fontes que são confiáveis e independentes do sujeito e entre si'. Embora eu tenha escrito ou sido citado nessas obras, não posso dizer que eu já tenha sido o objeto de qualquer uma delas... A menos que eu consiga notoriedade muito logo – ganhando o Prêmio Nobel da Paz? Provando que eu sou o pai da filha pequena de Anna Nicole Smith? – algum sysop vai passar minha página na Wikipedia a limpo". [80]
No mesmo artigo Noah mencionou que o vencedor do prêmio Pulitzer, a escritora Stacy Schiff, não foi considerada notável o suficiente para ter um artigo sobre si na Wikipédia antes que escrevesse um extenso artigo no The New Yorker sobre a própria Wikipédia.

#### Tendenciosidade liberal
Outra crítica é que predomina um viés politicamente liberal. Segundo Jimmy Wales: "A comunidade da Wikipedia é muito diversificada, com liberais, conservadores, libertários e outros. Se médias importam, e devido à natureza do software wiki, eu diria que quase certamente não; a comunidade da Wikipédia é um pouco mais liberal do que a população média dos EUA, porque somos globais, e a comunidade internacional de falantes de inglês é um pouco mais liberal do que a população dos EUA. Não há dados ou pesquisas para confirmar isso". Andrew Schlafly criou a Conservapedia (ela também muitas vezes acusada de parcialidade) por causa de sua percepção de que a Wikipédia continha um viés liberal. Os editores da Conservapedia compilaram uma lista de exemplos de alegada parcialidade liberal na Wikipédia. Em 2007 um artigo no The Christian Post criticou a cobertura da Wikipédia do design inteligente, dizendo que era tendenciosa e hipócrita. Lawrence Solomon, da National Review, considerou os artigos da Wikipédia sobre temas como aquecimento global, design inteligente, e Roe v. Wade, como inclinados em favor dos pontos de vista liberais. A revista racista American Renaissance afirmou que a Wikipédia tem um forte viés liberal em temas raciais.
Em uma edição de setembro de 2010 do semanário conservador Human Events, Rowan Scarborough apresentou uma crítica da cobertura da Wikipédia dos políticos americanos de destaque na aproximação das eleições como evidência de tendenciosidade liberal sistêmica. Scarborough comparou os artigos biográficos de oponentes liberais e conservadores na campanha para o Senado nas primárias republicanas do Alasca e nas eleições gerais do Delaware e Nevada, enfatizando a quantidade de cobertura negativa dos candidatos aprovados informalmente. Ele citou também algumas críticas de Lawrence Solomon e citou na íntegra a abertura do artigo da Wikipédia sobre a sua rival Conservapedia como prova de tendenciosidade subjacente.

#### Tendenciosidade pró-norteamericana e corporativa
Tim Anderson, um professor de economia política na Universidade de Sydney, disse que os administradores da Wikipédia mostram um viés favorável aos EUA na sua interação com os editores e em sua determinação de quais fontes são apropriadas para uso no site. Anderson ficou indignado após várias das fontes que usou em suas edições do artigo de Hugo Chávez, incluindo Venezuela Analysis e Z Magazine, foram rejeitadas como "inúteis". Anderson também descreveu a política de imparcialidade da Wikipédia em ZDNet Australia como "uma fachada", e que a Wikipédia "se esconde atrás de uma dependência de editoriais de corporações de comunicação".

### Conteúdo sexual
A Wikipédia tem sido criticada por permitir a publicação em seus artigos de materiais visuais de conteúdo sexual, como imagens e vídeos de masturbação e ejaculação, bem como cenas de filmes pesadamente pornográficos. Ativistas de proteção à criança dizem conteúdo sexual visual aparece em várias páginas da Wikipédia, exibido sem qualquer aviso ou categorização de idade.

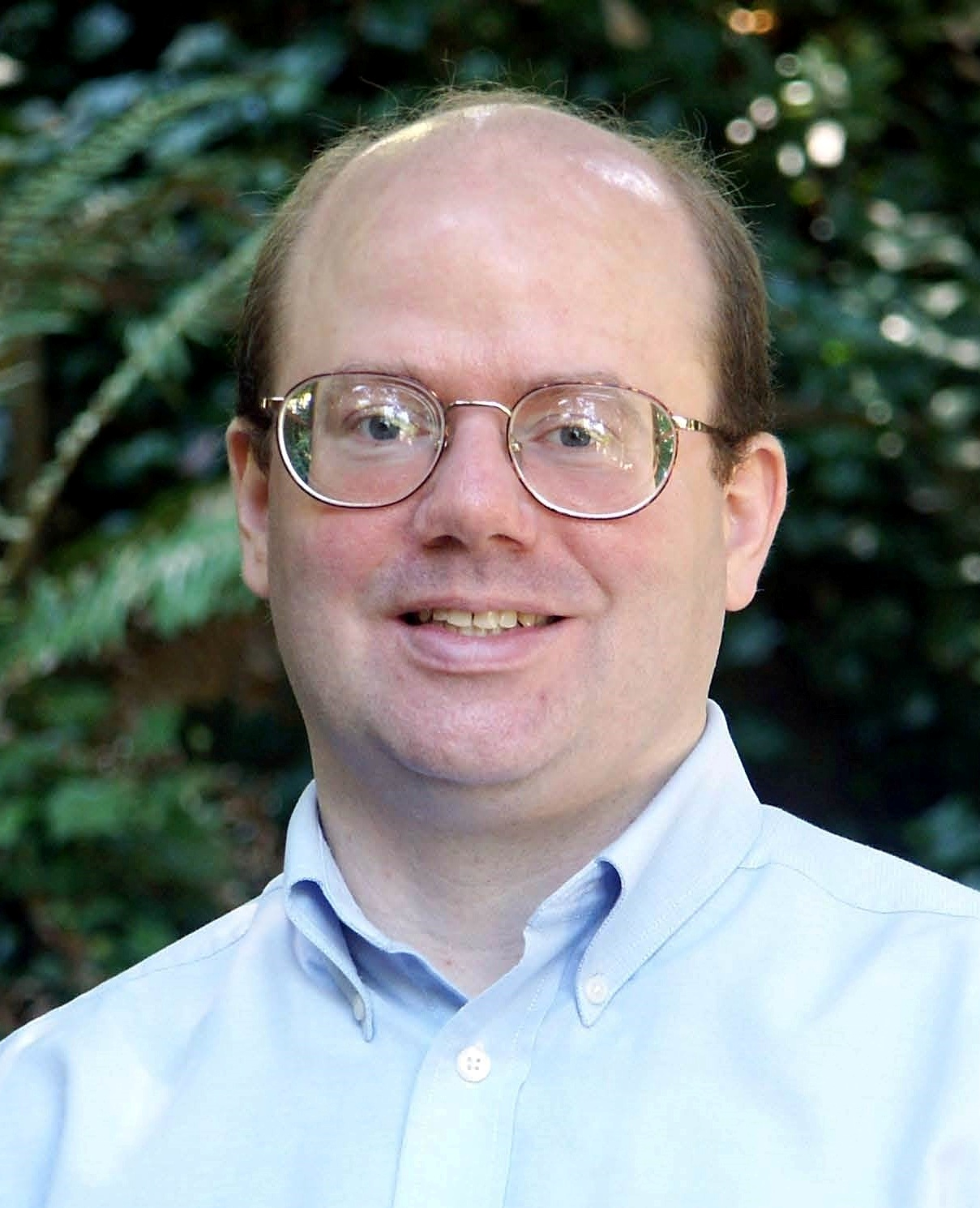
Larry Sanger

O artigo sobre "Virgin Killer", um álbum de 1976 da banda de heavy metal alemã Scorpions, apresenta uma imagem da capa original do álbum, que retrata uma menina pré-adolescente nua. A publicação da capa original causou polêmica e ela foi substituída em alguns países. Em dezembro de 2008 o acesso ao artigo de "Virgin Killer" foi bloqueado durante quatro dias pela maioria dos provedores de serviços de internet no Reino Unido, depois que foi denunciado por um leitor como pornografia infantil. A Internet Watch Foundation, uma organização não-governamental sem fins lucrativos, criticou a inclusão da fotografia como "de mau gosto".
Em abril de 2010 Larry Sanger escreveu uma carta para o Federal Bureau of Investigation, destacando sua preocupação por duas categorias de imagens na Wikipédia conterem pornografia infantil, violando a lei federal sobre obscenidade dos EUA. Sanger mais tarde esclareceu que as imagens, que eram relativas à pedofilia e uma sobre lolicon, não eram fotos de crianças verdadeiras, mas disse que eram "representações visuais obscenas do abuso sexual de crianças", nos termos do PROTECT Act de 2003. Essa lei proíbe a pornografia infantil fotográfica e as imagens em desenhos animados e quadrinhos que são consideradas obscenas pela legislação americana. Sanger também expressou preocupações sobre o acesso em escolas às imagens da Wikipédia. A Wikipédia rejeitou enfaticamente a acusação de Sanger. O porta-voz da Wikimedia Foundation, Jay Walsh, disse que a Wikipédia não possui "material que consideremos ilegal. Se tivéssemos, seria removido." Na sequência da queixa apresentada por Larry Sanger, Wales excluíu imagens sexuais sem consultar a comunidade. Depois que alguns editores argumentaram que a decisão de excluí-las foi tomada demasiado às pressas, Wales voluntariamente renunciou a alguns dos poderes que detinha por seu estatuto de co-fundador. Ele escreveu em uma mensagem enviada à lista de correio da Wikimedia Foundation que agira assim "no interesse de encorajar que esta discussão seja sobre questões reais de filosofia e conteúdo, ao invés de ser sobre mim e sobre a rapidez com que eu agi".

### Exposição a vândalos
A Wikipédia tem uma gama de ferramentas disponíveis aos usuários e administradores a fim de lutar contra o vandalismo. Defensores do projeto alegam que a grande maioria do vandalismo na Wikipédia é revertido em pouco tempo, e um estudo realizado por Fernanda Viégas, do MIT Media Lab, e Wattenberg Martin e Dave Kushal, da IBM Research, descobriu que a maioria das edições de vandalismo foram revertidas em torno de cinco minutos, porém afirmam que "é praticamente impossível encontrar uma definição nítida de vandalismo". Enquanto que a maioria dos casos de supressão da página ou de adição de material ofensivo são rapidamente revertidos, vandalismo menos óbvio permaneceu por longos períodos. Por exemplo, um usuário fez várias edições racistas na página de Martin Luther King que não foram revertidas por cerca de quatro horas. O colunista Sujay Kumar comentou: "Embora a Wikipedia diga que a maioria das edições de vandalismo é removida no prazo de cinco minutos, algumas falsidades conseguiram passar despercebidas. Uma entrada falsa sobre uma suposta flatulência incontrolável de Larry King permaneceu publicada por um mês".
Um estudo peer-reviewed de 2007 verificou o número real de visualizações de páginas com conteúdo "danificado", concluindo que 42% dos danos são reparados quase imediatamente, ou seja, antes que possam confundir, ofender, ou enganar alguém. No entanto, ainda ocorrem centenas de milhões de visualizações que encontram conteúdo adulterado.

#### "Morte pela Wikipédia"
"Morte pela Wikipédia " é um fenômeno em que uma pessoa é erroneamente proclamada morta em atos de vandalismo. Artigos sobre Paul Reiser, Vernon Kay e Robert Byrd foram vandalizados desta forma.

#### Questões de privacidade
A maioria dos problemas de privacidade se referem a casos de recolha de dados pelo governo ou empregadores, ou ao monitoramento eletrônico e computadorizado, ou à troca de dados entre organizações. "A Internet tem gerado conflitos entre a vida privada, os interesses comerciais e os interesses da sociedade em geral", alertaram James Donnelly e Jenifer Haeckl. "Equilibrar os direitos de todos os envolvidos à medida que a tecnologia altera a paisagem social não será fácil. Ainda não é possível prever o caminho do direito comum ou da regulamentação governamental relativamente a este problema".
No caso da Wikipédia o problema envolve o direito de um cidadão de permanecer privado, continuar a ser um "cidadão" em vez de uma "figura pública" aos olhos da lei. É uma espécie de batalha entre o direito de ser anônimo no ciberespaço e o direito de ser anônimo na vida real. O Wikipedia Watch afirma que "a Wikipédia é uma ameaça potencial a qualquer pessoa que valorize a vida privada" e que "um maior grau de responsabilidade na estrutura da Wikipédia" seria "o primeiro passo para solucionar o problema da privacidade". Um problema específico ocorre no caso de um indivíduo que é relativamente sem importância e sobre quem existe uma página na Wikipédia criada contra a sua vontade. Em 2005 a agência France-Presse citou Daniel Brandt, o proprietário do Wikipedia Watch, dizendo que "o problema básico é que ninguém, nem os administradores da Wikimedia Foundation, nem os voluntários que estão conectados com a Wikipédia, consideram-se responsáveis pelo seu conteúdo".
Em janeiro de 2006 um tribunal alemão ordenou à Wikipédia em alemão fechar na Alemanha por ter publicado o nome completo do Boris Floricic, também conhecido como "Tron", um hacker que era antigamente membro do Chaos Computer Club. Mais especificamente, o tribunal ordenou que a URL no domínio alemão .de (http://www.wikipedia.de/) não poderia redirecionar para servidores da enciclopédia na Flórida, em http://de.wikipedia.org, embora os leitores alemães ainda permanecessem capazes de usar a URL baseada nos EUA diretamente, e não houve praticamente nenhuma perda de acesso por parte deles. A ordem judicial surgiu de uma ação movida pelos pais Floricic, exigindo que o sobrenome de seu filho fosse retirado da Wikipédia. Em 9 de fevereiro de 2006 a liminar contra a Wikimedia Deutschland foi anulada, com o juiz rejeitando a noção de que o direito de privacidade de Tron ou de seus pais estivesse sendo violado. Os demandantes apelaram para o Tribunal do Estado de Berlim, mas o processo foi recusado em maio de 2006.

## Críticas à comunidade
A comunidade da Wikipédia – as pessoas que contribuem para o projeto - também está sujeita a várias críticas. Emigh e Herring argumentam que "alguns poucos usuários ativos, quando atuam de acordo com as normas estabelecidas dentro de um sistema de edição aberta, podem conseguir o controle total sobre o conteúdo produzido dentro do sistema, literalmente apagando diversidade, controvérsia e inconsistência, e homogeneizando as vozes contribuintes". A comunidade também tem sido criticada por responder às reclamações sobre a qualidade de um artigo aconselhando que o próprio reclamante o melhore. O professor James H. Fetzer criticou a Wikipédia por ele não poder alterar o artigo sobre si mesmo. Para garantir a imparcialidade, a Wikipédia tem uma política que desestimula a edição de biografias pelo próprio sujeito, exceto em casos "claros", como reverter vandalismo ou corrigir fatos desatualizados ou equivocados.
A comunidade tem sido descrita como "cult", embora nem sempre com conotações negativas. Uma comunidade social maior também ajuda a manter uma atmosfera de apoio e a etiqueta coletiva, como a resolução disputas apelando para fontes confiáveis e para as próprias políticas da Wikipédia. A Wikipédia não exige que seus usuários se identifiquem. Esse anonimato tem sido criticado, pois não permite que os editores sejam responsabilizados pelas suas edições. Significa também que várias pessoas podem usar uma conta ou, mais frequentemente, uma pessoa pode usar múltiplas contas, muitas vezes em um tentativa de influenciar um debate. Esta prática é conhecida como sock puppeteering, que é ativamente desencorajada na Wikipédia.

### O papel de Jimmy Wales

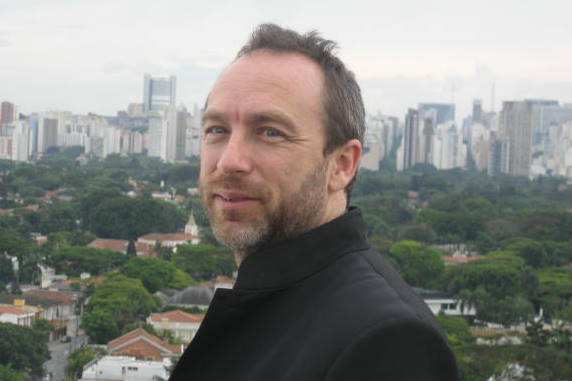
Jimmy Wales

A comunidade de editores da Wikipédia tem sido criticada por atribuir uma importância irracional a Jimmy Wales (apelidado Jimbo) como uma pessoa, com frases como "O que Jimbo faria?". O papel de Wales pessoalmente na determinação do conteúdo de alguns artigos também foi criticado por ser contrário ao espírito de independência que a Wikipédia supostamente ganhou.

### Seleção dos editores
Stacy Schiff, em seu artigo do New Yorker sobre a Wikipedia, notou que
"A Wikipédia é uma comunidade online dedicada não à festa da noite passada ou à próxima versão do iPod, mas para um bem maior. Também não é mais imune à natureza humana do que qualquer outro projeto utópico. Mesquinhez, estupidez e vulgaridade são características comuns no site. A proposta de uma colaboração com altos propósitos não garante exatidão, e a edição aberta convida ao abuso".

#### Falta de verificação de credenciais e a controvérsia Essjay
Em julho de 2006 The New Yorker publicou uma reportagem sobre a Wikipédia escrita por Stacy Schiff. A versão inicial do artigo incluiu uma entrevista com um administrador da Wikipédia conhecido pelo pseudônimo de Essjay, que foi descrito como um professor de teologia. Na página de usuário de Essjay na Wikipedia (agora removida) ele fazia a seguinte afirmação:
"Eu sou um professor de teologia em uma universidade privada no leste dos Estados Unidos, ensino teologia na graduação e na pós-graduação. Já me perguntaram várias vezes o nome da instituição, no entanto, recuso fazê-lo, tenho certeza das consequências de tal ação, e acredito que seja de meu melhor interesse permanecer anônimo".

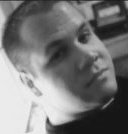
Imagem de Essjay de seu perfil na Wikia.

Essjay também afirmou em sua página de usuário que detinha quatro graus académicos: Bacharel em Estudos Religiosos (BA), Mestre em Religião (MAR), Doutor em Teologia (Ph.D.), e Doutor em Direito Canônico (JCD). Essjay especializou-se na edição de artigos sobre religião, incluindo temas como o rito penitencial, a transubstanciação, e a tiara papal; em uma ocasião ele foi chamado para dar testemunho de perito sobre o status de Maria na Igreja Católica Romana. Em janeiro de 2007 Essjay foi contratado como gerente pela Wikia, um serviço de hospedagem wiki fundado por Wales e Angela Beesley. Em fevereiro, Wales indicou Essjay como membro do Comité de Arbitragem da Wikipédia, um grupo com poderes para emitir decisões sobre os litígios relativos à Wikipédia.
No final de fevereiro de 2007, o jornal The New Yorker acrescentou uma nota editorial ao seu artigo na Wikipédia a informar que havia recebido informação de que Essjay era Ryan Jordan, um estudante de 24 anos que abandonara a universidade de Kentucky sem concluir a pós-graduação e sem qualquer experiência de ensino. Inicialmente Jimmy Wales comentou sobre a questão da identidade de Essjay: "Eu considero isso como um pseudônimo e realmente não tenho um problema com isso." Larry Sanger, co-fundador da Wikipédia, respondeu a Wales em seu blog do Citizendium chamando a reação inicial de Wales "absolutamente impressionante e, finalmente, trágica." Sanger disse que a polêmica "reflete diretamente o julgamento e os valores do gerenciamento da Wikipédia." Wales emitiu mais tarde uma nova declaração dizendo que não tinha entendido anteriormente que "Essjay usara suas credenciais falsas em disputas de conteúdo". Ele acrescentou: "Pedi a Essjay que renunciasse ao seu cargo de confiança dentro da comunidade." Sanger respondeu no dia seguinte: "Parece que Jimmy não vê nada de errado, nenhuma quebra de confiança, no ato de aberta e falsamente reivindicar vários graus avançados na Wikipédia. Contudo, obviamente há algo de errado nisso, e é perturbador que o líder da Wikipédia não veja nada de errado".
Num artigo no Courier-Journal de  Louisville, Essjay sugeriu que o currículo que ele tinha postado em sua página Wikia era exagerado. A edição de 19 de março de 2007 questão do New Yorker publicou uma desculpa formal de Wales para o jornal e para Stacy Schiff pelas falsas declarações de Essjay. Discutindo o incidente, o New York Times observou que a comunidade da Wikipédia havia respondido ao caso com "a fúria da multidão", e observou: "O episódio de Essjay sublinha alguns dos perigos dos esforços colaborativos como a Wikipédia, que dependem de muitos contribuintes agindo de boa fé, muitas vezes anonimamente, por meio de nomes de usuário fictícios. Mas também mostra como a transparência do processo de edição da Wikipédia - todas as edições são marcadas e salvas - permite aos leitores reagir a suspeitas de fraude".
O incidente Essjay recebeu extensa cobertura da mídia, incluindo uma rede nacional nos EUA pela ABC, com Charles Gibson, e um relato da Associated Press de 7 de março de 2007 que foi reproduzido por mais de 100 meios de comunicação listados no cache do Google. A controvérsia levou a uma proposta de que os usuários que afirmam possuir habilitações acadêmicas teriam que apresentar provas antes de citá-las em disputas de conteúdo. A proposta não foi aceita. Em 2009 foi revelado que um vereador britânico trabalhista tinha anonimamente editado a Wikipédia como "Sam Blacketer", incluindo muitos artigos políticos no Reino Unido. Ele depois desligou-se do Comitê de Arbitragem.

### Anonimato dos editores
O co-fundador da Wikipédia, Larry Sanger, escreveu: "O anonimato generalizado leva a um problema distinto, ou seja, a atratividade do projeto para pessoas que simplesmente querem causar problemas, ou que querem minar o projeto, ou que querem transformá-lo em algo que abertamente não é - em outras palavras, o problema dos trolls". Mas o mais importante, as edições anônimas geralmente induzem a uma falta de autoridade, responsabilidade e interação saudável (ou pelo menos civil): "O anonimato da Wikipédia reduz a responsabilidade que estimula o intercâmbio saudável... Quando você coloca todos em um sistema plano, onde todos podem dizer sim ou não, sem qualquer senso de autoridade, o que você ganha é o tribalismo... O que aparece nos artigos muitas vezes reflete este sistema disfuncional. Apresenta-se com essa aura de autoridade, enquanto o que se passa nos bastidores é tudo menos isso."
Em muitas ocasiões, a edição aberta (anônima) é fonte de muitos problemas: mesquinhez, estupidez,  vulgaridade, de rigor, abuso. Em fevereiro de 2008 um artigo do SF Weekly detalhou as tentativas fúteis de um jornalista para rastrear a identidade real do usuário Griot, que se envolveu em guerras de edição sobre as biografias de Ralph Nader e de políticos locais, e acabou por ser banido da Wikipédia por praticar sock puppeteering. O artigo estabeleceu uma distinção entre a imprensa e a Wikipédia: "Digam o que quiserem sobre a imprensa. Há pelo menos uma certa porção de responsabilidade em um jornal que raramente é vista na Wikipédia. ... tenho consciência de que eu tenho produzido ao longo dos meus cerca de doze anos como jornalista alguns trabalhos que não são brilhantes. Mas pelo menos eu tive a coragem de assinar o meu nome - meu nome verdadeiro - no que eu escrevi". O artigo também citou Paul Grabowicz, diretor do programa de novas mídias na Berkeley Graduate School of Journalism da Universidade da Califórnia: "Eu acho que tenho o mesmo sentimento sobre a Wikipédia e outros sites produzidos por cidadãos (como eu) sobre a mídia: Quanto mais transparência melhor... As pessoas devem ser capazes de descobrir quem está produzindo a informação".

### Processo editorial

#### Nível do debate, guerras de edição, guerras de ofensas e assédio
O nível de debate sobre na Wikipédia tem sido posto em causa por pessoas que notaram que os contribuintes podem fazer uma longa lista de pontos fortes e enfatizar uma ampla gama de observações empíricas para fundamentar os seus argumentos, apenas para tê-los completamente ignorados. Um estudo acadêmico sobre artigos da Wikipédia descobriu que o nível do debate entre os editores sobre tópicos controversos muitas vezes degenerou em disputas contraproducentes:
"Para tópicos incontroversos, estáveis, a auto-seleção também garante que os membros dos grupos editoriais permaneçam substancialmente bem alinhados uns com os outros em seus interesses, origens e compreensão geral dos temas ... Para os mais polêmicos, por outro lado, a auto-seleção pode produzir um grupo editorial fortemente desalinhado. Isso pode levar a conflitos entre os membros do grupo editorial, a contínuas guerras de edição, e pode exigir a utilização de uma coordenação formal de trabalho e mecanismos de controle. Estes podem incluir a intervenção de administradores que supervisionam as disputas de edição e os processos de mediação, [ou] completamente impedem ou limitam e coordenam os tipos e fontes de edições".
Outra queixa sobre a Wikipédia foca nos esforços dos colaboradores com crenças idiossincráticas, que forçam seus pontos de vista em um esforço para dominar artigos, especialmente os mais controversos. Isto às vezes resulta em guerras de reversão e páginas bloqueadas. Em resposta, foi formado na Wikipédia um Comitê de Arbitragem que lida com os piores infratores, embora seja ativamente encorajada a resolução de conflitos antes de chegar-se a este ponto. Além disso, para pôr fim à contínua reversão de edições, Jimmy Wales introduziu uma "regra de três reversões", segundo a qual o usuário que reverter as contribuições de outros em um artigo mais do que três vezes num período de 24 horas pode ser bloqueado.
Outra guerra de edição relatada na imprensa que aconteceu logo após a morte de Kenneth Lay. Vários editores da enciclopédia adicionaram conteúdo suspeitando que a morte fora na verdade um suicídio, bem antes de qualquer determinação oficial da causa da morte. Essas edições foram revertidas e reinseridas várias vezes, mas finalmente o artigo relatou a causa da morte como um ataque cardíaco. O histórico de edição do artigo foi investigado pela imprensa, e The Washington Post publicou uma coluna sobre o assunto.
Outra guerra de edição ocorreu em agosto de 2009, na Wikipédia sueca, onde os funcionários da Onoff removeram conteúdo crítico do artigo sobre a Onoff, a cadeia de varejo que vende eletroeletrônicos e eletrodomésticos. Erik Frankedal, assessor de imprensa da Onoff, disse à Computer Sweden que ele não sabia de nada sobre esta edição e que não tinha tempo para verificá-la. A IDG também relatou este evento. Um artigo na SF Weekly comentou sobre os riscos das guerras de edição:
"Muitas guerras de edição podem parecer para o observador casual como uma luta sobre nada, mas considerando que, de acordo com seu pessoal, o popular website multilíngue recebe cerca de 7 bilhões de visualizações por mês, as consequências podem ser vastas. Uma edição define o que milhões de pessoas lêem no site sobre qualquer assunto em particular".
Uma queixa comum diz respeito às chamadas flame wars, ou guerras de insultos organizadas por usuários para criar um ambiente hostil. O ambiente cada vez mais hostil na Wikipédia levou a um declínio acentuado e preocupante do número de editores, conforme relatado em um artigo recente do The Wall Street Journal em 27 de novembro de 2009, intitulado "Voluntários se desligam à medida que a Wikipédia envelhece":
"Os voluntários antigos têm abandonado o projeto que se anuncia como "a enciclopédia livre que qualquer um pode editar" mais rápido do que novos aparecem, e as perdas têm se acelerado. Nos três primeiros meses de 2009 a Wikipedia em inglês sofreu uma perda de mais de 49.000 editores, em comparação com uma perda de 4.900 durante o mesmo período do ano anterior. "A Wikipédia está se tornando um ambiente mais hostil", afirma Ortega, gerente de projetos da LibreSoft, um grupo de pesquisa na Universidad Rey Juan Carlos em Madri. "Muitas pessoas estão ficando esgotadas por terem de debater repetidamente o conteúdo de certos artigos."
Essa preocupação tem sido reconhecida pela Wikipédia, e a civilidade e a boa educação são políticas oficiais do projeto. Em resposta tem sido adotado por alguns usuários o conceito de "Wikietiqueta". Em um artigo no The Brooklyn Rail, o colaborador da Wikipédia David Shankbone alegou que ele tinha sido assediado e perseguido por causa de seu trabalho na enciclopédia, não tinha recebido qualquer apoio das autoridades ou da Wikimedia Foundation, e apenas um apoio misto da comunidade. Shankbone escreveu que "se você se tornar um alvo na Wikipédia, não espere que a  comunidade vá apoiá-lo."

#### Consenso e a "mente coletiva"

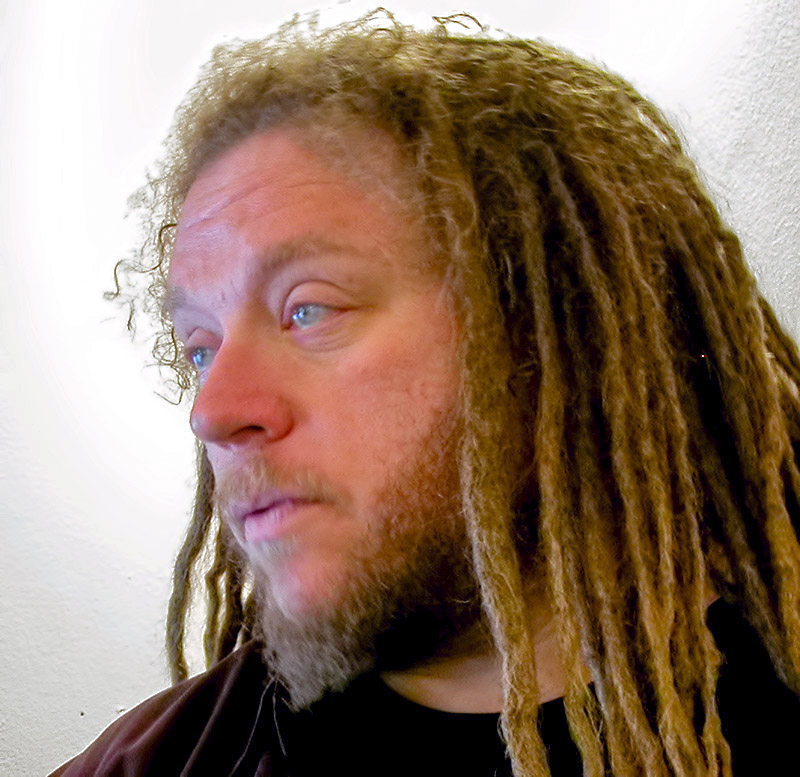
Jaron Lanier

Oliver Kamm, em um artigo para The Times, expressou ceticismo em relação à dependência do consenso na formação do conteúdo da Wikipédia: "A Wikipédia não busca a verdade, mas o consenso, e como uma interminável reunião política o resultado final vai ser dominado pelos que gritam mais alto e por mais tempo". Em seu artigo "Maoismo digital: os perigos do novo coletivismo online", publicado pela primeira vez online por Edge: The Third Culture em 30 de maio de 2006, o cientista da computação e teórico digital Jaron Lanier descreveu a Wikipédia como uma "mente coletiva" que é "na maior parte estúpida e aborrecida", e perguntou, retoricamente, "por que prestar atenção a ela?" Sua tese segue:
"O problema está na forma como a Wikipédia chegou a ser vista e utilizada, como foi elevada a tamanha importância tão rapidamente. E isso é parte do padrão maior de apelo de um novo coletivismo online, que é nada menos do que um ressurgimento da ideia de que o coletivo é onisciente, que é desejável ter influência concentrada em um gargalo que pode canalizar o coletivo com mais veracidade e força. Isso é diferente da democracia representativa, ou meritocracia. Esta ideia tem tido consequências terríveis quando imposta sobre nós desde a extrema direita até a extrema esquerda em diversos períodos históricos. O fato de que agora está sendo relançada hoje por destacados tecnólogos e futuristas, pessoas que em muitos casos que eu conheço e de quem gosto, não a torna menos perigosa".
Lanier apontou a tendência econômica de premiar as entidades que agregam informações, ao invés daquelas que realmente geram conteúdo. Na ausência de novos modelos de negócio, a demanda popular pelo conteúdo será saciada pela mediocridade, reduzindo ou mesmo eliminando todos os incentivos monetários para a produção de novo conhecimento. As opiniões de Lanier produziram forte controvérsia. O consultor de internet Clay Shirky observou que a Wikipédia tem muitos controles internos em vigor e não é uma simples massa ignorante de esforço coletivo:
"Nem os defensores nem detratores da retórica da mente coletiva têm algo de  interessante a dizer sobre a Wikipédia em si, pois ambos os grupos ignoram os detalhes ... A Wikipédia é mais vista como uma comunidade engajada que usa um grande e crescente número de mecanismos reguladores para controlar um conjunto enorme de edições propostas ... Considerando o caso específico da Wikipédia, a  derrocada Seigenthaler/Kennedy catalisou tanto a procura da alma como novos controles para resolver os problemas expostos, e os controles incluem, nomeadamente, um maior enfoque na responsabilidade individual, o mesmo fator que 'Maoismo digital' nega estar em ação".
Num estudo de 2005, Emigh e Herring notaram que não há ainda muitos estudos formais sobre a Wikipédia ou seu modelo, e sugeriram que a Wikipédia atinge os seus resultados por meios sociais - auto-normatização, um núcleo de usuários ativos cuidando dos problemas, e expectativas de um texto enciclopédico retirado da cultura mais ampla.

### Estratificação social
Um artigo na Computer Power User afirmou que ex-editores da Wikipédia formaram o Wikitruth, um site que expõe a suposta censura e lutas na enciclopédia. Jimmy Wales classificou o site como um embuste criado por editores que tiveram seus artigos apagados ou modificados na Wikipédia.
Desde a sua criação, a Wikipédia ostensivamente defende o princípio básico da igualdade para todos os editores de boa fé. Em 2010 Wales ainda alega em sua declaração de princípios para a Wikipedia:
"Não deve haver nenhuma turma, nenhuma elite e nenhuma hierarquia ou estrutura no caminho desta abertura para os recém-chegados. Todas as medidas de segurança a serem implementadas para proteger a comunidade contra verdadeiros vândalos (e existem verdadeiros vândalos, que ocasionalmente nos afetam), devem ser implementadas a partir do modelo de análise rigorosa".

#### Expansão da autoridade de administrador
Por outro lado, para reduzir o vandalismo e para controlar a conduta dos usuários, a Wikipédia criou uma classe de administradores voluntários ou "sysops", que são investidos com os meios e a autoridade para disciplinar os usuários. Poderes de administrador incluem apagar artigos, proteger as páginas contra edição e bloquear usuários, ações que os editores comuns não podem fazer nem desfazer. Regras e protocolos especiais foram criados impedir os administradores de abusarem dos seus poderes, tais como a página Wikipedia:Artigos para eliminar, um fórum para discutir as supressões de artigos. Um administrador que deseja eliminar um artigo é obrigado a afixar um aviso no artigo em si, e esperar por comentários de outros editores, antes de efetuar a eliminação. Além disso, uma vez que cada administrador pode desfazer as ações de outro sysop, qualquer abuso relatado por um indivíduo pode, em princípio, ser corrigido pelos seus pares.
No entanto, esses poderes inevitavelmente significam que a opinião dos administradores, individualmente e como um todo, prevalece sobre a dos usuários comuns em certos tipos de litígios. Embora o princípio da igualdade entre os editores nunca tenha sido formalmente revisado, mudanças nas políticas da Wikipédia têm aumentado gradualmente a eficácia da autoridade e a independência dos administradores. Essas mudanças se intensificaram após 2006, quando o incidente Seigenthaler forçou a Wikipédia a apertar suas defesas contra edições maliciosas. Por exemplo, em algum momento foi dada aos sysops a autoridade para apagar rapidamente, sem discussão prévia, artigos que eram claramente mal-intencionados, ou considerados impróprios por qualquer um dos vários critérios. Em 2010 esses critérios foram ampliados para incluir biografias de pessoas vivas que não apresentem referências adequadas, independentemente de seu conteúdo ser verificável ou não. Como consequência desses poderes ampliados, os administradores impõem sua opinião cada vez mais sobre os usuários comuns. Ao mesmo tempo, o corpo de regras e procedimentos da Wikipédia continuou a aumentar em tamanho e complexidade. Isso alargou ainda mais o fosso entre os administradores e os editores veteranos, que conhecem as regras, e os editores comuns, especialmente os novatos.

#### Reclamações sobre abusos dos administradores
Reclamações sobre abusos de poder dos administradores são frequentemente feitas em fóruns internos da Wikipédia, incluindo páginas de discussão associadas a artigos específicos, páginas de discussão de regras e procedimentos, as páginas de discussão dos usuários individuais, bem como quadros de avisos em geral. Muitas dessas queixas parecem ser devido à ignorância ou incompreensão das regras da Wikipédia. Apenas uma pequena fração dessas alegações foi formalmente apresentada às comissões disciplinares da Wikipédia. Também foram feitas alegações nos fóruns internos de que o abuso dos administradores tem aumentado em frequência e gravidade, e que é uma das principais razões para o declínio no número de editores desde 2006 - uma reversão radical do ritmo de crescimento exponencial entre 2001 e 2005.
No contexto destas queixas, o termo "administrador" é frequentemente usado para englobar também editores que não são formalmente administradores, mas que se engajam em atividades administrativas - como a etiquetagem e categorização artigos, operação de robôs, elaboração e implementação de regras e proibições, proposição de banimentos a usuários e supressão de artigos - ou que são confundidos por outros editores como administradores, com base em suas ações ou argumentos anteriores. As denúncias de abuso de administradores só recentemente começaram a circular fora da Wikipédia em blogs, fóruns técnicos online e na grande mídia. "Alguns ex-wikipedistas desiludidos queixam-se sobre tais rigores burocráticos e / ou a fúria de alguns dos devotos do site, reclamando sobre o que chamam de 'Swastikipedia'". Também foi observado, apesar da percepção da Wikipédia como um "brilhante exemplo de Webdemocracia", que "o show é comandado apenas por um pequeno grupo de pessoas". Apesar da necessidade de algum tipo de controle em um sistema aberto, isso "não explica o territorialismo - a dominação autoral por 1% dos contribuintes - nas páginas do site". Em um artigo sobre os conflitos na Wikipédia, The Guardian citou queixas de que os administradores às vezes usam seus poderes especiais para reprimir editores legítimos. O artigo discutiu "um retrocesso entre alguns editores, que argumentam que o bloqueio de usuários compromete a suposta natureza aberta do projeto, e o desequilíbrio de poder entre usuários e administradores pode até ser uma razão pela qual alguns usuários optam antes por vandalizar."

#### Percepção dos administradores como uma comunidade fechada
Um editor comum pode se tornar um administrador através da apresentação de um pedido formal. As qualificações do editor e suas edições são analisadas e debatidas por outros editores, e a promoção é, então, decidida por um dos burocratas da Wikipédia - um conjunto de cerca de 25 sysops no nível superior de administração da Wikipédia. Os critérios de análise supõem que os burocratas devem verificar se o postulante se preocupa em fomentar o conhecimento e o respeito pelas regras da Wikipédia, se mantém uma atividade editorial constante e variada, etc.
Entre as acusações de abuso que frequentemente se encontram, diz-se que os administradores têm se tornado uma camarilha cujos objetivos ou pontos de vista os separam dos usuários comuns. Um artigo em The Register, datado de 4 de dezembro de 2007 e intitulado "Secret mailing list rocks Wikipedia", alegou o uso de uma lista privada de e-mails para coordenar as ações administrativas. Um artigo sequencial, de 8 de dezembro de 2007, especificamente alegou que administradores estavam colaborando críticos de Overstock.com para "possuírem" artigos sobre a empresa.

#### A consistência das reclamações
A existência e a importância dos abusos generalizados de administradores são altamente controversas dentro da Wikipédia. Uma defesa comum a tais alegações é que a elevação dos padrões editoriais tornou-se necessária para melhorar a qualidade dos artigos. Em particular, justificou-se que a maior quantidade de eliminação de artigos observada desde 2006 era necessária para atingir as novas orientações sobre tópicos permitidos, tais como um conjunto de exigências de notoriedade. O mesmo argumento foi usado para justificar a inserção de avisos em artigos, que alertam os leitores contra falhas percebidas no texto e/ou solicitam que outros editores executem certas ações editoriais.
Não têm sido feitos levantamentos sistemáticos das opiniões dos editores comuns sobre o comportamento dos sysops, ou acerca da administração da Wikipédia em geral. Uma consulta limitada foi feita em 2009 entre ex-editores com o objetivo de descobrir as razões pelas quais eles tinham abandonado o projeto. Outro experimento foi realizado em 2009, com o objetivo de determinar se a Wikipédia tinha realmente se tornado hostil aos novos editores. Neste experimento, vários editores experientes fingiram ser novatos, criado deliberadamente artigos de má qualidade, e acompanharam o que lhes sucedia ao longo das semanas seguintes.

#### Princípio de Pareto
O fenômeno conhecido como Princípio de Pareto - que afirma que para muitos fenómenos, 80% das consequências advém de 20% das causas - e a regra do 1%, afetam a comunidade da Wikipédia. As estatísticas da própria Wikipédia mostram que apenas um pequeno número de usuários é responsável por um grande número de edições. O alegado resultado disso é que a Wikipédia é vista não como uma obra verdadeiramente da comunidade global, mas sim o trabalho de uma minoria anônima cujo material é super-representado. Em janeiro de 2009 Jimmy Wales observou que a maioria das edições da Wikipédia são feitas por um grupo de cerca de 500 pessoas que "conhecem uns aos outros". Em contraste, a Encyclopædia Britannica, apesar de ter a política de exigir autores peritos em seu campo, tem 4.100 colaboradores. No entanto, quando a quantidade de texto passou a ser utilizada como medida, em vez simplesmente do número de edições em vários artigos selecionados ao acaso, muitos dos grandes contribuintes eram utilizadores não registados.

## Plágio
O site Wikipedia Watch listou em 2006 dezenas de exemplos de plágio efetuado pelos editores da Wikipédia em inglês. Jimmy Wales disse a este respeito. "Nós precisamos lidar com tais atividades com rigor absoluto, sem piedade, porque este tipo de plágio está 100% em desacordo com todos os nossos princípios fundamentais."

## Impacto na sociedade
Alguns observadores afirmam que a Wikipédia não é bem aceita, por ser uma ameaça econômica para os editores de enciclopédias tradicionais, muitos dos quais podem ser incapazes de competir com um produto que é essencialmente livre. Nicholas Carr, no ensaio "A amoralidade da Web 2.0", fala da Web 2.0 como um todo, dizendo: "Implícita nas visões extáticas da Web 2.0 está a hegemonia do amador. Não se pode imaginar nada mais assustador".  Outros alegam que a Wikipédia, ou iniciativas semelhantes, irá substituir totalmente as publicações tradicionais. Por exemplo, Chris Anderson, editor-chefe do Wired Magazine, escreveu para a Nature que a "sabedoria das multidões", abordagem adotada na Wikipédia, não substituirá os principais periódicos científicos, com o seu rigoroso processo de revisão por pares (peer review).

## Sátiras
A Wikipedia já foi satirizada por humoristas que chamam a atenção para as imprecisões factuais que podem aparecer em artigos devido a editores incompetentes ou tendenciosos, ou a vandalismo. Por exemplo, um artigo no The Onion foi intitulado "Wikipédia comemora 750 anos de Independência Americana". Em um quadro no The Colbert Report, intitulado "Wikialidade" (uma fusão de "wiki" e "realidade"), Stephen Colbert incentivou seu público que alterasse o artigo da Wikipédia sobre os elefantes para afirmar que o número de elefantes africanos triplicara nos últimos seis meses. Os comentários de Colbert provocaram uma onda de vandalismo de vários artigos na Wikipédia. Na edição de 29 de janeiro de 2007 do seu programa, Colbert citou uma tentativa da Microsoft para contratar escritores para distorcerem alguns artigos da Wikipédia em seu favor, terminando com um apelo de Colbert para que se alterasse o artigo sobre a Verdade para a frase "A verdade se tornou uma mercadoria", e ofereceu uma recompensa em dinheiro de 5 dólares para o primeiro espectador a fazê-lo.
No episódio "Black Mystery Month", de American Dad!, o personagem Steve Smith, procurando "um lugar onde uma pessoa pudesse inserir sorrateiramente informação maluca que milhões de pessoas irão aceitar como verdade", se voltou para a Wikipédia. A Mad Magazine vandalizou a Wikipédia várias vezes em artigos sobre temas atuais.
Um artigo no The Sun ridicularizou a Wikipédia por incluir uma "Lista de modelos e intérpretes com seios grandes". Em um editorial de GamesRadar, o colunista Charlie Barrat comparou a cobertura da Wikipédia de tópicos relacionados a jogos electrónicos com temas que têm maior significado no mundo real, como Deus, a Segunda Guerra Mundial e ex-presidentes dos EUA. O material volumoso que em muitos casos existe a respeito dos jogos, quando comparado com os outros temas, foi o objeto de sua crítica e sátira.